# Риу-даз-Антас
Риу-даз-Антас (порт. Rio das Antas)  —  муниципалитет в Бразилии, входит в штат Санта-Катарина. Составная часть мезорегиона Запад штата Санта-Катарина. Входит в экономико-статистический  микрорегион Жоасаба. Население составляет 6407 человек на 2006 год. Занимает площадь 319 км². Плотность населения — 20,2 чел./км².
Праздник города — 27 июля.

## История
Город основан в 1958 году.

## Статистика
- Валовой внутренний продукт на 2003 составляет 88.166.816,00 реалов (данные: Бразильский институт географии и статистики).
- Валовой внутренний продукт на душу населения на 2003 составляет 14.041,54 реалов (данные: Бразильский институт географии и статистики).
- Индекс развития человеческого потенциала на 2000 составляет 0,803 (данные: Программа развития ООН).